# Lijst van Formule 3000-coureurs
De volgende coureurs hebben ten minste één start in de Formule 3000 gemaakt tussen 1985 en 2004.

## A
- Kenny Acheson
- Rui Águas
- Laurent Aïello
- Antonio Albacete
- Christijan Albers
- Mark Albon
- John Alcorn
- Jean Alesi  - Wereldkampioen 1989

- Philippe Alliot
- Giovanni Aloi
- Fernando Alonso
- Giovanna Amati
- Alexandre de Andrade
- Phil Andrews
- Steven Andskär
- Max Angelelli

- Éric Angelvy
- Claudio Antonioli
- Marco Apicella
- Steve Arnold
- Can Artam
- Didier Artzet
- Bernhard Auinger
- Soheil Ayari

## B
- Eric Bachelart
- Luca Badoer  - Wereldkampioen 1992
- Julian Bailey
- Fulvio Ballabio
- Fabrizio Barbazza
- Paolo Barilla
- Rubens Barrichello
- Michael Bartels
- Marcelo Battistuzzi
- Zsolt Baumgartner
- Townsend Bell
- Éric Bellfroid
- Jean-Philippe Belloc
- Paul Belmondo

- Anthony Beltoise
- Olivier Beretta
- Éric Bernard
- Enrique Bernoldi
- Sascha Bert
- Enrico Bertaggia
- Giovanni Berton
- Aldo Bertuzzi
- Thomas Biagi
- Thed Björk
- Mark Blundell
- Andrea Boldrini
- Giovanni Bonnano
- Slim Borgudd

- Christophe Bouchut
- Jean-Christophe Boullion  - Wereldkampioen 1994
- Claude Bourbonnais
- Sébastien Bourdais  - Wereldkampioen 2002
- David Brabham
- Gary Brabham
- Kenny Bräck
- Cary Bren
- Ryan Briscoe
- Giuseppe Bugatti
- Giambattista Busi
- Max Busslinger
- Tommy Byrne

## C
- Gianluca Calcagni
- Joël Camathias
- Daniel Campaeu
- Adrián Campos
- Marco Campos
- Ivan Capelli  - Wereldkampioen 1986
- Paolo Carcasci
- Roberto Del Castello
- Miguel Ángel de Castro
- Dominic Chappell
- Pierre Chauvet

- Pedro Matos Chaves
- Ross Cheever
- Éric Chéli
- Andrea Chiesa
- Emmanuel Clérico
- Jonathan Cochet
- Roberto Colciago
- Emmanuel Collard
- Érik Comas  - Wereldkampioen 1990
- Constantino Jr.

- David Cook
- Bruno Corradi
- Didier Cottaz
- Pedro Couceiro
- David Coulthard
- André Couto
- Hilton Cowie
- Dave Coyne
- Patrick Crinelli
- Fernando Croceri

## D
- Guido Daccò
- Richard Dallest
- Yannick Dalmas
- Thomas Danielsson
- Christian Danner  - Wereldkampioen 1985
- Jamie Davies
- Tim Davies
- Richard Dean

- Enrico Debenedetti
- Laurent Delahaye
- Dominique Delestre
- Jean-Denis Délétraz
- Pablo Delle Piane
- Thierry Delubac
- Boris Derichebourg
- Pedro Diniz

- Martin Donnelly
- Robert Doornbos
- Bernard de Dryver
- Urs Dudler
- Romain Dumas
- Johnny Dumfries
- David Dussau

## E
- Tomáš Enge
- Cor Euser

- Gary Evans
- Wim Eyckmans

## F
- Corrado Fabi
- Pascal Fabre
- Nino Fama
- Juan Manuel Fangio II
- Philippe Favre
- Gil de Ferran
- Hans Fertl
- Alain Ferté

- Michel Ferté
- Alain Filhol
- Nicolás Filiberti
- Christian Fittipaldi  - Wereldkampioen 1991
- Gregor Foitek
- Norberto Fontana
- Franco Forini

- Gary Formato
- Heinz-Harald Frentzen
- Franck Fréon
- Jean-Pierre Frey
- Markus Friesacher
- Patrick Friesacher
- Gabriel Furlán

## G
- Beppe Gabbiani
- Philippe Gache
- Bertrand Gachot
- Mark Galvin
- Grégoire de Galzain
- Antonio García
- Oliver Gavin
- Jordi Gené
- Marc Gené
- Raffaele Giammaria
- Philip Giebler
- Andrea Gilardi

- Andrew Gilbert-Scott
- Fabrizio Giovanardi
- Fabien Giroix
- Domenico Gitto
- Bertrand Godin
- Fabrizio Gollin
- Guillaume Gomez
- Marc Goossens
- Frédéric Gosparini
- Claude-Yves Gosselin
- Jacques Goudchaux

- Yann Goudy
- Jean-Marc Gounon
- Jean-Philippe Grand
- Matteo Grassotto
- Marco Greco
- Michael Greenfield
- Stefan de Groodt
- Olivier Grouillard
- Marcos Gueiros
- Esteban Guerrieri
- Mauricio Gugelmin

## H
- Mario Haberfeld
- Sam Hancock
- Naoki Hattori
- Altfrid Heger
- Nick Heidfeld  - Wereldkampioen 1999
- Éric Hélary
- Wolf Henzler

- Johnny Herbert
- Jan Heylen
- Steve Hiesse
- Damon Hill
- Derek Hill
- Ross Hockenhull

- Mikke van Hool
- Jeffrey van Hooydonk
- Christian Horner
- David Hunt
- Marc Hynes
- Mario Hytten

## I
- Akira Iida
- Taki Inoue

- Eddie Irvine

## J
- Jarek Janis
- Ken Johnson
- John Jones

- Elton Julian
- Bruno Junqueira  - Wereldkampioen 2000

## K
- Tomas Kaiser
- Jonny Kane
- Simon Kane
- Ukyo Katayama
- Justin Keen

- Steve Kempton
- Michael Keohane
- Robbie Kerr
- Nicolas Kiesa

- Guido Knycz
- Kristian Kolby
- Peter Kox
- Tom Kristensen

## L
- Franck Lagorce
- Jan Lammers
- Pedro Lamy
- Gabriele Lancieri
- Eric Lang
- Claudio Langes
- Will Langhorne
- Nicola Larini

- Matthias Lauda
- Giovanni Lavaggi
- Nicolas Leboisettier
- Robert Lee-Lewis
- JJ Lehto
- Bas Leinders
- Patrick Lemarié
- Gilles Lempereur

- Lamberto Leoni
- Vitantonio Liuzzi  - Wereldkampioen 2004
- Stefano Livio
- Ellen Lohr
- Craig Lowndes
- José María López
- Marco Lucchinelli
- Werner Lupberger

## M
- Jeff MacPherson
- Fabio Mancini
- Darren Manning
- Tarso Marques
- Mauro Martini
- Oliver Martini
- Pierluigi Martini
- Viktor Maslov
- Norio Matsubara
- Cristiano da Matta
- Ricardo Mauricio
- Gaston Mazzacane
- Perry McCarthy
- Kevin McGarrity
- Allan McNish

- Arnd Meier
- Ruggero Melgrati
- Jaime Melo, Jr.
- Matteo Meneghello
- Alain Menu
- Alan van der Merwe
- Ananda Mikola
- Nicolas Minassian
- Hidetoshi Mitsusada
- Stefano Modena  - Wereldkampioen 1987
- Kurt Mollekens
- Ferdinando Monfardini
- Franck Montagny
- Christian Montanari

- Giovanni Montanari
- Tiago Monteiro
- Andrea Montermini
- Massimo Monti
- Juan Pablo Montoya  - Wereldkampioen 1998
- Benoît Morand
- Gianni Morbidelli
- Dino Morelli
- Roberto Moreno  - Wereldkampioen 1988
- Alexander Müller
- Cathy Muller
- Jörg Müller  - Wereldkampioen 1996
- Yvan Muller
- Valentino Musetti

## N
- Satoru Nakajima
- Severino Nardozzi
- Emanuele Naspetti

- Rob Nguyen
- John Nielsen
- Chanoch Nissany

- Kris Nissen
- Hideki Noda
- Jari Nurminen

## O
- Markus Östreich
- Yves Olivier

- Peter Olsson

## P
- Sergio Paese
- Gary Paffett
- Gianluca Paglicci
- Klaus Panchyrz
- Olivier Panis  - Wereldkampioen 1993
- Giorgio Pantano
- Massimiliano Papis

- Andrej Pavicevic
- Oscar Pedersoli
- Luis Perez-Sala
- Christian Pescatori
- Andrea Piccini
- Alessandro Piccolo

- Emanuele Pirro
- Antonio Pizzonia
- Fernando Plata
- Eric van de Poele
- Jérôme Policand
- Stéphane Proulx

## R
- Luca Rangoni
- Pierre-Henri Raphanel
- Laurent Rédon
- Gareth Rees
- Otto Rensing

- Rodrigo Ribeiro
- Steve Robertson
- Gonzalo Rodríguez
- Marzio Romano
- Carl Rosenblad

- Ricardo Rosset
- Marc Rostan
- Paolo Ruberti
- Michele Rugolo
- Rickard Rydell

## S
- David Saelens
- Eliseo Salazar
- Maurizio Sandro Sala
- Bernard Santel
- Alessandro Santin
- Stéphane Sarrazin
- Cyrille Sauvage
- Franco Scapini
- Valerio Scassellati
- Dave Scott
- Tomas Scheckter

- Andreas Scheld
- Thomas Schie
- Tony Schmidt
- Yannick Schroeder
- Dominik Schwager
- Mark Shaw
- Norman Simon
- Fabrizio De Simone
- Gianpiero Simoni
- Mark Skaife
- Brian Smith

- Vincenzo Sospiri  - Wereldkampioen 1995
- Emiliano Spataro
- Russell Spence
- Alexandre Sperafico
- Ricardo Sperafico
- Rodrigo Sperafico
- Paul Stewart
- Robbie Stirling
- Philippe Streiff
- Aguri Suzuki

## T
- Franco Tacchino
- Antonio Tamburini
- Gabriele Tarquini
- Marcel Tarrès
- Thierry Tassin
- James Taylor

- Wayne Taylor
- Felice Tedeschi
- Nicola Tesini
- David Terrien
- Mike Thackwell
- Oliver Tichy

- Olivier Tielemans
- Christophe Tinseau
- Enrico Toccacelo
- Wladimiro De Tomaso
- Michel Trollé
- Esteban Tuero

## V
- Fabiano Vandone
- Gabriele Varano
- David Velay
- Nico Verdonck

- Polo Villaamil
- Jacques Villeneuve Sr.
- Giorgio Vinella
- Alfonso de Vinuesa

- Ernesto Viso
- Walter Voulaz
- Fermín Vélez

## W
- Fabrice Walfisch
- Andy Wallace
- Mario Waltner
- Paul Warwick
- Stephen Watson

- Jason Watt
- James Weaver
- Mark Webber
- Volker Weidler
- Karl Wendlinger

- Justin Wilson  - Wereldkampioen 2001
- Max Wilson
- Björn Wirdheim  - Wereldkampioen 2003
- Pascal Witmeur

## Y
- Alex Yoong

## Z
- Peter Zakowski
- Alessandro Zampedri
- Alessandro Zanardi

- Vittorio Zoboli
- Ricardo Zonta  - Wereldkampioen 1997